# Élections législatives de 2007 en Corse
Les élections législatives de 2007 en Corse portent sur l'élection de deux députés en Haute-Corse, et deux députés en Corse-du-Sud.

## Résultats à l'échelle régionale
| Partis         | Partis                                            | 1er tour | 1er tour | 2e tour | 2e tour |
| Partis         | Partis                                            | Voix     | %        | Voix    | %       |
| -------------- | ------------------------------------------------- | -------- | -------- | ------- | ------- |
|                | Gauche parlementaire (PRG + CSD + PS)             | 36 100   | 29,23    | 54 834  | 50,83   |
|                | Union pour un mouvement populaire + dissident UMP | 55 618   | 45,04    | 53 050  | 49,17   |
|                | Nationalistes                                     | 16 331   | 13,22    |         |         |
|                | Parti communiste français + apparenté             | 8 400    | 6,80     |         |         |
|                | Extrême droite (FN + MNR)                         | 4 031    | 3,26     |         |         |
|                | Écologistes (MEI + GE)                            | 1 988    | 1,61     |         |         |
|                | Extrême gauche (LO + GA)                          | 1 022    | 0,83     |         |         |
|                |                                                   |          |          |         |         |
| Inscrits       | Inscrits                                          | 206 328  | 100,00   | 156 567 | 100,00  |
| Votants        | Votants                                           | 125 428  | 60,79    | 111 190 | 71,02   |
| Exprimés       | Exprimés                                          | 123 490  | 98,45    | 107 884 | 97,03   |
| Blancs et nuls | Blancs et nuls                                    | 1 938    | 1,55     | 3 306   | 2,97    |

## Haute-Corse

### 1recirconscription(Bastia)
| Candidat                 | Parti          | Parti          | 1er tour | 1er tour | 2e tour | 2e tour |
| Candidat                 | Parti          | Parti          | Voix     | %        | Voix    | %       |
| ------------------------ | -------------- | -------------- | -------- | -------- | ------- | ------- |
| Sauveur Gandolfi-Scheit  |                | UMP            | 12 922   | 44,48    | 18 481  | 53,89   |
| Émile Zuccarelli         |                | PRG            | 9 729    | 33,49    | 15 812  | 46,11   |
| Michel Stefani           |                | PCF            | 1 827    | 6,29     |         |         |
| Jean Graziani            |                | USP            | 1 826    | 6,29     |         |         |
| Jean-François Baccarelli |                | MEI            | 1 051    | 3,62     |         |         |
| Antoine Cardi            |                | FN             | 932      | 3,21     |         |         |
| Hélène Sanchez           |                | GA             | 386      | 1,33     |         |         |
| Bernard Mattei           |                | LO             | 221      | 0,76     |         |         |
| Roseline Guez            |                | MNR            | 154      | 0,53     |         |         |
|                          |                |                |          |          |         |         |
| Inscrits                 | Inscrits       | Inscrits       | 51 544   | 100,00   | 51 557  | 100,00  |
| Votants                  | Votants        | Votants        | 29 674   | 57,57    | 35 866  | 69,57   |
| Blancs et nuls           | Blancs et nuls | Blancs et nuls | 629      | 2,11     | 1 573   | 4,39    |
| Exprimés                 | Exprimés       | Exprimés       | 29 048   | 97,89    | 34 293  | 95,61   |

### 2ecirconscription(Corte-Balagne)
| Candidats                  | Parti          | Parti          | 1er tour | 1er tour | 2e tour | 2e tour |
| Candidats                  | Parti          | Parti          | Voix     | %        | Voix    | %       |
| -------------------------- | -------------- | -------------- | -------- | -------- | ------- | ------- |
| Paul Giacobbi              |                | PRG            | 16 218   | 41,11    | 23 100  | 52,21   |
| Stéphanie Grimaldi         |                | UMP            | 15 436   | 39,13    | 21 145  | 47,79   |
| Gilles Simeoni             |                | USP            | 5 324    | 13,50    |         |         |
| François-Xavier Riolacci   |                | PCF            | 1 377    | 3,50     |         |         |
| Elisabeth Navari           |                | FN             | 645      | 1,64     |         |         |
| O. Josué                   |                | LO             | 228      | 0,58     |         |         |
| Geneviève Colonna d'Istria |                | MNR            | 218      | 0,55     |         |         |
|                            |                |                |          |          |         |         |
| Inscrits                   | Inscrits       | Inscrits       | 60 371   | 100,00   | 60 401  | 100,00  |
| Votants                    | Votants        | Votants        | 39 952   | 66,18    | 45 325  | 75,04   |
| Exprimés                   | Exprimés       | Exprimés       | 39 446   | 98,73    | 44 245  | 97,62   |
| Blancs et nuls             | Blancs et nuls | Blancs et nuls | 506      | 1,27     | 1 080   | 2,38    |

## Corse-du-Sud

### 1recirconscription (Ajaccio)
| Candidat             | Parti          | Parti          | 1er tour | 1er tour | 2e tour | 2e tour |
| Candidat             | Parti          | Parti          | Voix     | %        | Voix    | %       |
| -------------------- | -------------- | -------------- | -------- | -------- | ------- | ------- |
| Philippe Cortey      |                | UMP            | 8 915    | 34,03    | 13 424  | 45,74   |
| Simon Renucci        |                | CSD            | 8 606    | 32,85    | 15 922  | 54,26   |
| Jacques Billard      |                | dissident UMP  | 2 871    | 10,96    |         |         |
| Jean-Marie Poli      |                | USP            | 2 754    | 10,51    |         |         |
| Paul-Antoine Luciani |                | apparenté PCF  | 1 455    | 5,55     |         |         |
| O. Martinelli        |                | FN             | 1 109    | 4,23     |         |         |
| Gustave Tallarico    |                | GE             | 414      | 1,58     |         |         |
| Yves Daien           |                | LO             | 77       | 0,29     |         |         |
|                      |                |                |          |          |         |         |
| Inscrits             | Inscrits       | Inscrits       | 44 702   | 100,00   | 44 709  | 100,00  |
| Votants              | Votants        | Votants        | 26 526   | 59,34    | 29 999  | 67,10   |
| Exprimés             | Exprimés       | Exprimés       | 26 201   | 98,77    | 29 346  | 97,82   |
| Blancs et nuls       | Blancs et nuls | Blancs et nuls | 325      | 1,23     | 653     | 2,18    |

### 2ecirconscription(Porto-Vecchio-Sartène)
| Candidat                     | Parti          | Parti          | 1er tour | 1er tour |
| Candidat                     | Parti          | Parti          | Voix     | %        |
| ---------------------------- | -------------- | -------------- | -------- | -------- |
| Camille de Rocca Serra       |                | UMP            | 14 692   | 51,05    |
| Jean-Christophe Angelini     |                | USP            | 4 185    | 14,53    |
| Dominique Bucchini           |                | PCF            | 3 741    | 12,89    |
| Marie-Jeanne Boschi-Andreani |                | PS             | 2 329    | 8,09     |
| Paul Quastana                |                | Nationaliste   | 2 242    | 7,79     |
| Guy Mariaggi                 |                | FN             | 770      | 2,67     |
| Pierre-Noël Tucci            |                | GE             | 523      | 1,82     |
| Joséphine Sivkovich          |                | MNR            | 203      | 0,70     |
| Nathalie Laclau              |                | LO             | 110      | 0,38     |
|                              |                |                |          |          |
| Inscrits                     | Inscrits       | Inscrits       | 49 711   | 100,00   |
| Votants                      | Votants        | Votants        | 29 276   | 58,89    |
| Exprimés                     | Exprimés       | Exprimés       | 28 795   | 98,36    |
| Blancs et nuls               | Blancs et nuls | Blancs et nuls | 481      | 1,64     |